# Latvijas kauss 1998
La Coppa di Lettonia 1998 (in lettone Latvijas kauss) è stata la 56ª edizione del torneo a eliminazione diretta. Lo Skonto ha vinto il trofeo per la quarta volta.

## Formula
Fu confermata la formula della precedente stagione, con tutti i turni ad eliminazione diretta e tutti giocati in gara unica.

## Primo turno
Le gare si sono giocate tra il 10 e il 12 aprile 1998.
| Squadra 1          | Risultato           | Squadra 2    |
| ------------------ | ------------------- | ------------ |
| Lode               | 6 – 0               | Cesis        |
| Fortuna            | 1 – 1 (dts 2-4 dcr) | Saldus       |
| Hoetika Rīga       | 1 – 0               | Skonto-2     |
| Universitāte Riga  | 1 – 9               | Lidosta Rīga |
| Skonto/Metāls Rīga | 8 – 0               | Gulbene      |
| Miks               | 0 – 5               | Ofriss Rīga  |

## Ottavi di finale
Le partite si sono giocate il 7 maggio 1998.
| Squadra 1         | Risultato           | Squadra 2          |
| ----------------- | ------------------- | ------------------ |
| Dinaburg          | 7 – 0               | Lode               |
| Metalurgs Liepāja | 5 – 0               | Saldus             |
| LU-Daugava        | 11 – 0              | Hoetika Rīga       |
| Valmiera          | 0 – 0 (dts 6-5 dcr) | Policijas          |
| Skonto            | 16 – 0              | Dardedze           |
| Ranto             | 5 – 1               | Lidosta Rīga       |
| Ventspils         | 3 – 0               | Skonto/Metāls Rīga |
| Rēzekne           | 0 – 2               | Ofriss Rīga        |

## Quarti di finale
Le partite si sono giocate il 29 maggio 1998.
| Squadra 1         | Risultato | Squadra 2 |
| ----------------- | --------- | --------- |
| Metalurgs Liepāja | 1 – 0     | Dinaburg  |
| LU-Daugava        | 1 – 2     | Valmiera  |
| Ranto             | 1 – 3     | Skonto    |
| Ofriss Rīga       | 0 – 6     | Ventspils |

## Semifinali
Le partite si sono giocate il 21 maggio 1998.
| Squadra 1         | Risultato | Squadra 2 |
| ----------------- | --------- | --------- |
| Metalurgs Liepāja | 3 – 1     | Valmiera  |
| Ventspils         | 0 – 1     | Skonto    |

## Finale
| Arbitro: | Romāns Lajuks (Riga) |

|            |           |  |
| Pahars 27’ | Marcatori |  |